# Комсомольский сад
Комсомольский сад — парк в Центральном районе Волгограда, расположенный неподалёку от площади Павших борцов.

## История
С XVII века на месте Комсомольского сада находилось кладбище. В 1775 году там построили деревянную церковь «Всех Скорбященская». В 1837 году Скорбященская церковь была заменена на каменную на средства царицынского купца Илии Бабаева. С 1886 года кладбище было закрыто, а на площади около церкви на Пасху и Рождество устраивали гуляния.
Во время Революции, в одном из домов на Скорбященской площади находились казармы 93-го пехотного запасного полка царицынского гарнизона, который сыграл большую роль в установлении власти Советов в Царицыне. Также, на площади часто проводились митинги и демонстрации.
В 1918 году на площади был похоронен председатель исполкома Царицынского совета Яков Ерман. Позже, в его могилу были дозахоронены ещё несколько революционеров. В 1925 году на братской могиле по проекту сталинградского художника Любимова был воздвигнут памятник в виде груды серого камня. Кроме этого памятника Сталинградскую битву пережило ещё 3: Гоголю (1910 — старейший памятник Волгограда), Дзержинскому (1935) на площади Дзержинского, Хользунову (1940) на Центральной Набережной.
В 30-е годы Скорбященская площадь была переименована в Первомайскую, на которой комсомольцами были высажены деревья. Позднее, Первомайскую площадь переименовали в Комсомольский сад. В 1932 году после взрыва Александро-Невского собора и реконструкции площади Павших борцов в сад был перенесен ранее стоявший на площади бюст Гоголя.
При подготовке к обороне Сталинграда было построено бомбоубежище, в котором с 23 августа по 14 сентября 1942 года, размещался командный пункт Городского комитета обороны и штаб МПВО. 14 сентября ГКО переехал в Кировский район, а на территории Комсомольского сада велись ожесточённые бои. Зимой 1943 года в саду велись бои во время контрнаступления советских войск.
Во время начала Сталинградской битвы окна из кабинета Алексея Семёновича Чуянова выходили на Комсомольский сад. Вот что он пишет в своём письме от 04 марта 1969 года журналисту Всеволоду Петровичу Ершову: "…Мой разговор со Сталиным состоялся после 2-х ночи из кабинета на 3 этаже, выходившем окнами на Комсомольский садик. Настроение и состояние: до разговора — усталое после — взъерошенное, злое и мне казалось, что Сталину кто-то из его «полпредов» «накапал»…"
В 1957 году в Комсомольский саду был перезахоронен командир 35-й гвардейской стрелковой дивизии генерал-майор В. А. Глазков. На его могиле установлен памятник в виде плиты из красного гранита с бронзовым барельефом.
Автор памятника — архитектор И. К. Белдовский, а барельеф выполнен скульптором Е. В. Вучетичем.

## Галерея

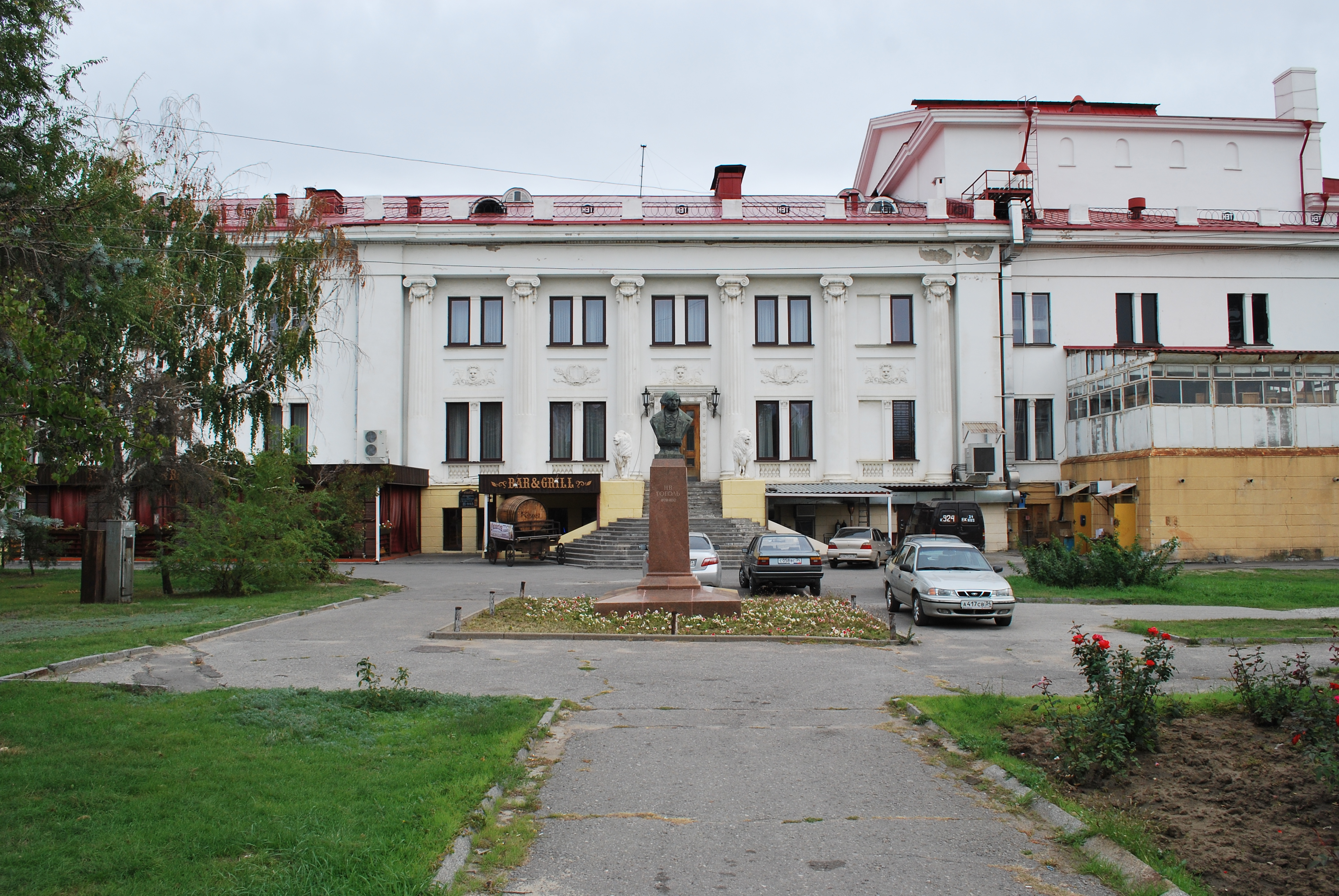
Бюст Гоголя
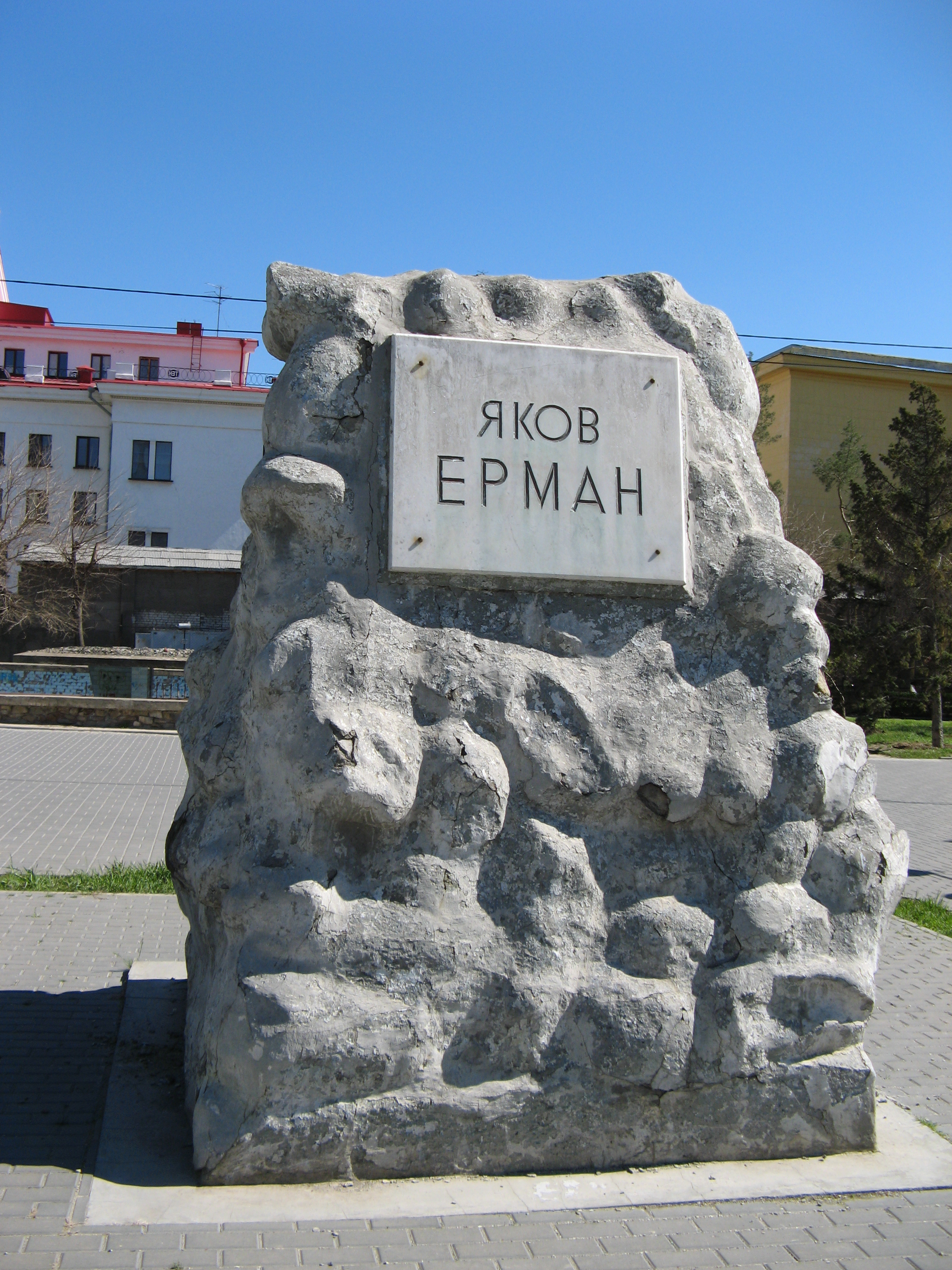
Могила Якова Ермана